# Нягу Джувара
Нягу Джувара (рум. Neagu Djuvara; 18 (31 серпня) 1916, Бухарест, Румунське королівство — 25 грудня 2018, Бухарест, Румунія) — румунський письменник, історик і дипломат.

## Біографія
Народився в арумунській аристократичній родині в Бухаресті. Під час Другої світової війни воював на східному фронті, під Одесою (1941) був поранений. До 1943 року залишив праві погляди та став прихильником парламентаризму.
У день, коли Румунія в результаті змови змінила своїх союзників у Другій світовій війні, Нягу був відправлений дипломатичним кур'єром до Швеції. Там він передав інструкції послу Фредеріку Нану і той провів закриті консультації з радянським послом Олександрою Коллонтай про повоєнну долю своєї країни й ставлення Сталіна до цього. Після війни Нягу згадував, що ні він, ні Нану, не мали мандата підписувати будь-які документи.
Бувши звинуваченим в шпигунстві та ставши учасником показових процесів в Румунії, вирішив залишитися за кордоном. Він вирушив до Парижа і розпочав антикомуністичну діяльність. Серед іншого, працював у журналі «Casa Românească».
У 1961 році перебрався в Нігер, уклавши там контракт з міністерством закордонних справ. Там він був професором і радником голови держави — Амані Діорі. Здобув докторський ступінь в Сорбонні.
З 1984 року знову жив в Європі, працюючи на радіо «Вільна Європа» і переміщаючись між Парижем і Мюнхеном, а також періодично здійснюючи візити до США і Канади.
Повернувся до Румунії з вигнання незабаром після революції 1989 року. Його історичні праці та він сам популярні на Батьківщині письменника, однак, за його власними словами, професійні історики вважають його «любителем».
У серпні 2016 року у зв'язку зі 100-літнім ювілеєм йому був вручений орден «Зірка Румунії».